# Cosmisoma angustipenne
Cosmisoma angustipenne är en skalbaggsart som beskrevs av Dmytro Zajciw 1958. Cosmisoma angustipenne ingår i släktet Cosmisoma och familjen långhorningar. Inga underarter finns listade i Catalogue of Life.